# Boris Semënovič Markov
Boris Semënovič Markov (in russo Борис Семёнович Марков?; Chodjakovo, 7 marzo 1924 – Mosca, 25 marzo 1977) è stato un attore e regista sovietico, di etnia ciuvascia, Artista del Popolo della RSFS Russa. Ha ricevuto il Premio Lenin e numerosi premi internazionali; fu il fondatore del Teatro dell'Opera e Balletto della Repubblica Ciuvascia ed è sepolto nel Cimitero Monumentale di Čeboksary.

## Scritti
- Boris Semënovič Markov: [буклет] / ред.-сост. И. Евсеева. – Cheboksary: Б. и., 1994. – 1 л. : ил., портр.